# České Velenice
České Velenice es una ciudad situada en el distrito de Jindřichův Hradec, en la región de Bohemia Meridional, República Checa. Tiene una población estimada, a inicios de 2023, de 3589 habitantes.
Está ubicada al este de la región, al sur de la ciudad de Praga y al oeste de Brno, en la frontera con Austria. Al otro lado del río Lužnice está la localidad de Gmünd, a la que alguna vez perteneció.